# Kramolna
Kramolna település Csehországban, Náchodi járásban. Kramolna Zábrodí, Studnice, Vysokov, Dolní Radechová, Červený Kostelec és Náchod településekkel határos. Lakosainak száma 1070 fő (2024. január 1.).

## Népesség
A település lakosságának változását az alábbi diagram mutatja:
| Lakosok száma | 1010 | 1024 | 860  | 643  | 748  | 896  | 1091 | 1072 | 1077 | 1070 |
|               | 1869 | 1890 | 1921 | 1950 | 1980 | 2001 | 2017 | 2019 | 2022 | 2024 |